# Louisiaden
De Louisiaden, ook wel de Louisiaden-archipel genoemd, is een uitgestrekt gebied van 80 eilanden, deels vulkanische eilanden en deels koraaleilanden. De archipel ligt ten zuidoosten van Nieuw-Guinea, tussen de Salomonzee in het noorden en de Koraalzee in het zuiden. Het inwoneraantal bedraagt ongeveer 18.500. De meeste inwoners zijn Papoea's. De Louisiaden zijn een deel van Papoea-Nieuw-Guinea's provincie Milne Baai.
De archipel heeft een landoppervlakte van ongeveer 1600 km². De Sideia- en Basilaki-eilanden omsluiten het geheel met Nieuw-Guinea, met Misima, Vanatinai en Rossel (Yela op de kaart) die oostelijk liggen. De hoofdstad is Bwagaoia. Vanatinai is het grootste eiland met 800 km²; dit eiland wordt ook wel Sudest of Tagula genoemd.

## Geschiedenis
De eilanden werden vermoedelijk in 1606 ontdekt door Luis Váez de Torres. Louis Antoine de Bougainville vernoemde de archipel in 1768 naar de toenmalige Franse koning Lodewijk XV. De Slag in de Koraalzee in 1942 vond plaats in deze regio.

## Economie
Op de Louisiaden wordt goud gewonnen.

## Natuur
De Louisiaden worden gekenmerkt door een tropisch klimaat, en de vegetatie bestaat hoofdzakelijk uit oerwoud. De inheemse soorten bomen zijn de Pandanus, Diospyros en Hopea. Er zijn negen soorten inheemse kikkers, één inheemse hagedis (een skink) en drie slangen, waaronder een zeeslang. Daarnaast zijn veel inheemse vogelsoorten op de eilanden te vinden, waaronder de Louisiadenmonarch.